# کارینا سفرون
کارینا سفرون (انگلیسی: Karina Sefron؛ زادهٔ ۲ ژوئیهٔ ۱۹۶۷) بازیکن فوتبال اهل دانمارک است.
از باشگاه‌هایی که در آن بازی کرده‌است می‌توان به باشگاه فوتبال مالمو اشاره کرد.
وی همچنین در تیم ملی فوتبال زنان دانمارک بازی کرده‌است.